# کیم جونگ گوان
کیم جونگ گوان (کره‌ای: 김정관) فرمانده نظامی و سیاست‌مدار اهل کره شمالی است، که هم‌اکنون به‌عنوان وزیر دفاع کره شمالی فعالیت می‌کند.